# Lagdo Lacus
Il Lagdo Lacus è una struttura geologica della superficie di Titano.